# Pfarrhaus (Hergensweiler)

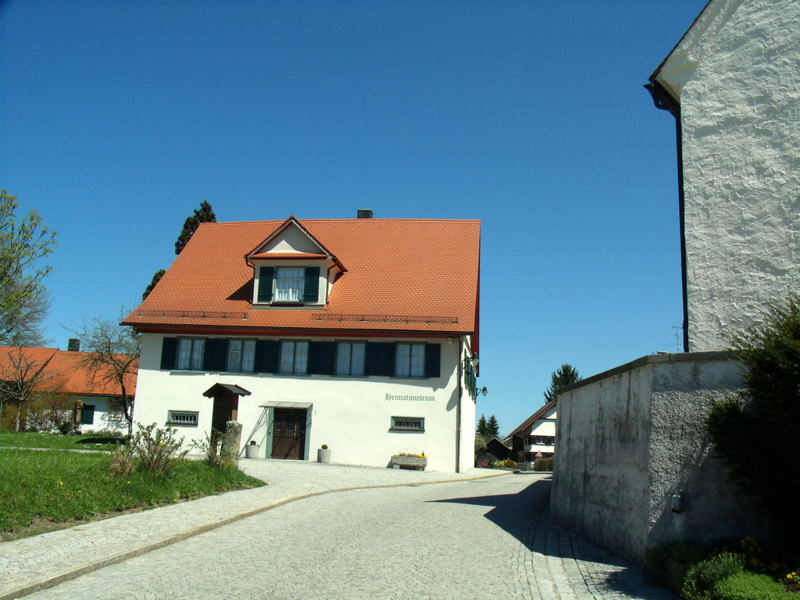
Pfarrhaus in Hergensweiler

Das Pfarrhaus in Hergensweiler, einer Gemeinde im schwäbischen Landkreis Lindau in Bayern, wurde im 18. Jahrhundert errichtet. Das ehemalige Pfarrhaus an der Dorfstraße 20 ist ein geschütztes Baudenkmal.
Der zweigeschossige Satteldachbau mit Zwerchhaus wurde Anfang des 18. Jahrhunderts erbaut. Er ist im Kern jedoch älter.
In dem Gebäude befindet sich heute das Heimatmuseum.